# 海牛目

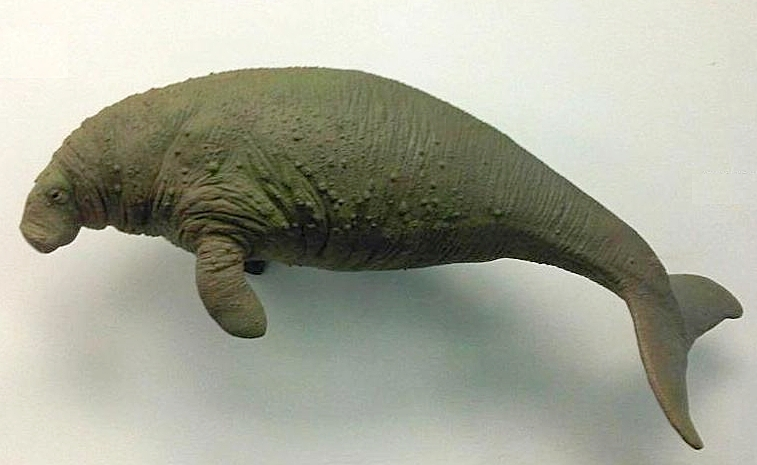
ステラーカイギュウ（模型）

海牛目 (かいぎゅうもく、Sirenia) は、哺乳綱アフリカ獣上目に分類される目。別名カイギュウ目、ジュゴン目。水生生活に適応し、前脚と尾が鰭状になり後脚が退化するという鯨類のような外見を持つが、系統的には長鼻目（ゾウ類）に最も近縁である。植物食性で、主に海草を食べる。

## 分類
目名Sireniaは、ギリシア神話に登場するセイレーンに由来する。
1997年に本目をカイギュウ下目として、イワダヌキ亜目・重脚亜目・長鼻小目・束柱小目とともに天獣目Uranotheriaにまとめる説も提唱されたが、その後の分類体系では採用されていない。
以下の現生科の分類は、Shoshani (2005) に従う。和名は川田ら (2018) に従う。絶滅科については遠藤・佐々木 (2001) に従う。
- ジュゴン科 Dugongidae
- マナティー科 Trichechidae
- †プロラストムス科 Prorastomidae[7]
- †プロトシレン科 Protosirenidae[8]

## 形態
前脚は鰭状になり、後脚は退化して見えない。尾の先端は平たく、ジュゴン科は半月型、マナティー科はうちわ型をしており、容易に区別が可能。頸椎はジュゴン科では7個に対し、マナティー科では6個。（哺乳類は頸椎が7個が普通だが、マナティー科は数少ない例外である。）前臼歯は退化し、犬歯もない。

## 現生種の分布と生態
現生種はジュゴン科とマナティー科の2科に分かれるが、ジュゴンはインド洋、太平洋の沿岸部浅海域に生息しており、マナティーは大西洋、フロリダなどの浅い沿岸域やアマゾン川など大西洋に注ぐ河川に生息している。日本の南西諸島に少数のジュゴンが生息するが、これはジュゴン分布域の北限である。
暖かい地域の浅海に生えるアマモなどの海草類や河川に生える淡水性顕花植物を主なエサとする。（アマモは藻類ではなく、単子葉類の顕花植物であり、陸上の草に近い植物である。）
絶滅したステラーカイギュウは、ベーリング海を中心に生息し、寒冷な海においてコンブなどの海藻類を主食とした。

## 進化史
海生の哺乳類には、鯨類、鰭脚類、絶滅した束柱目、本目であるカイギュウ類の4つの代表的グループがある （これらのほかに、ラッコなども海で暮らす哺乳類に数えられる。化石種では有毛目オオナマケモノ類に海生だったと思しき種が幾らか確認されている）。一見アザラシ類やイルカ類と姿が似ているが、カイギュウ類とこれら鰭脚類やクジラ類との間に系統的な類縁関係はなく 、収斂進化である。
カイギュウ類は始新世のはじめに、近蹄類の1種から分岐したと考えられるが、同じく近蹄類から派生したと考えられるゾウ目（長鼻目）と近縁である。ゾウ目、海牛目、束柱目は、テチス海周囲で初期の放散を開始したと見られ、「テチス獣類（テチテリア Tethitheria）」という上位クレードにまとめられる。
カイギュウ類の最古の化石は、ジャマイカの始新世の地層で発見されたペゾシーレン（ペゾシレン）Pezosiren である。ペゾシーレンは、水生に適応しながらも、四肢を持ち、陸上での体重負荷に耐える関節を残していたと見られる。
マナティー科のなかまは、中新世後期頃から、歯の水平交換を進化させた。これは、食物とする淡水性顕花植物に多く含まれる二酸化ケイ素による歯の摩耗への適応である。この水平交換は、ゾウのように限りのあるものではなく、一生続く。
カイギュウ類の分布域は主に熱帯から亜熱帯に限られており、進化史上あまり繁栄しなかった（中新世・鮮新世にはそれなりに多様化を遂げているが）が、これは、エサとするアマモ類の生息状況による制限があったためである。
そのような中、ジュゴン科のうちの1系列は、中新世以降の地球の寒冷化の際に、分布域が狭まったアマモ類から、増え始めたコンブ類などに食性を広げ、体を大型にすることで、冷たい海に適応した。かつて北太平洋に分布したが、ベーリング海の一部海域まで分布域を狭めた末に乱獲によって1760年代に絶滅したステラーカイギュウは、このタイプのカイギュウ類の最後の1種であった。脊椎動物の歴史において、海藻類という非常に歴史の古い豊かな蛋白源を積極的に利用するものは、この寒冷適応型のカイギュウ類以外、ほとんど知られていない（他にはウミイグアナがいる程度である）。なお、ステラーカイギュウの仲間は、歯の退化や前足の指の消失などの、マナティー科にも他のジュゴン科にもない特徴を持っている。

## 日本での化石
海牛目（海牛類）は、マナティーを指す「海牛（カイギュウ）」から来ている。「マナティー」の名が一般化した現在、現生のマナティーがこの名で呼ばれることはほとんどなくなったが、絶滅種のステラーカイギュウをはじめ、化石種の多くにも「○○○カイギュウ」の名が付けられ、これら絶滅種は「カイギュウ（類）」と呼ばれることが多い。
日本では約30か所でカイギュウ類の化石が発見されている。発見地の約20か所は北海道であり、ステラーカイギュウと同じ寒冷適応系のカイギュウ類が多い。
キタヒロシマカイギュウ北海道石狩振興局管内北広島市から発見。世界でただ1体のステラーカイギュウ化石だったが、後に房総半島でもステラーカイギュウの化石が発見された。正式名称は、ステラーカイギュウ北広島標本。体長約7m。約100万年前。
ヤマガタダイカイギュウ1978年8月、山形県西村山郡大江町用（よう）の最上川河底の岩盤から小学生が発見。体長約3.8m。約800万年前。学名：Dusisiren dewana。
アイヅタカサトカイギュウ1980年、福島県喜多方市高郷町（旧・耶麻郡高郷村）塩坪の阿賀川畔で発見。体長約3.7m。約800万年前。ステラーカイギュウ亜科ドゥシシレン属、学名 Dusisiren takasatensis 。　
タキカワカイギュウ1980年8月、北海道空知総合振興局管内滝川市を流れる空知川で発見。北海道のカイギュウ化石研究の嚆矢。後に道東地方でも同種の化石が発見されている。体長8m以上。約500万年前。
ピリカカイギュウ1983年夏、北海道檜山振興局管内今金町美利河地区で、美利河ダムの建設工事に伴う取り付け道路から発見。復元されたものとしては、世界最大のカイギュウ化石。体長8m以上。約120万年前。ステラーカイギュウ属。
ショサンベツカイギュウ1967年、北海道留萌振興局管内苫前郡初山別村で発見された、日本初のカイギュウ化石。ただし、その後地元小学校の理科準備室で長らく保管され、研究者によってカイギュウと確認されたのは1990年。非常に珍しい、出産直前の胎児を伴う妊娠個体の化石であった。また、カイギュウ発見地点としては国内最北だが、寒冷適応系ではなく、現生のジュゴンと同じく温暖な海に棲むカイギュウ類だった。母親約3.6m、胎児約1.5m。約1,100万年前。
- 2003年8月、札幌市南区砥山の豊平川河床から、1,000万年 - 750万年前のカイギュウ化石（肋骨と胸骨）が発見された。寒冷適応型カイギュウでは日本最古。後期中新世（1,100万年前-530万年前）。

## 画像

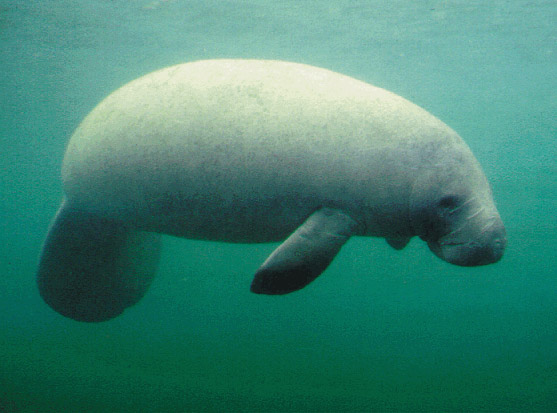
アメリカマナティー Trichechus manatus （マナティー科）
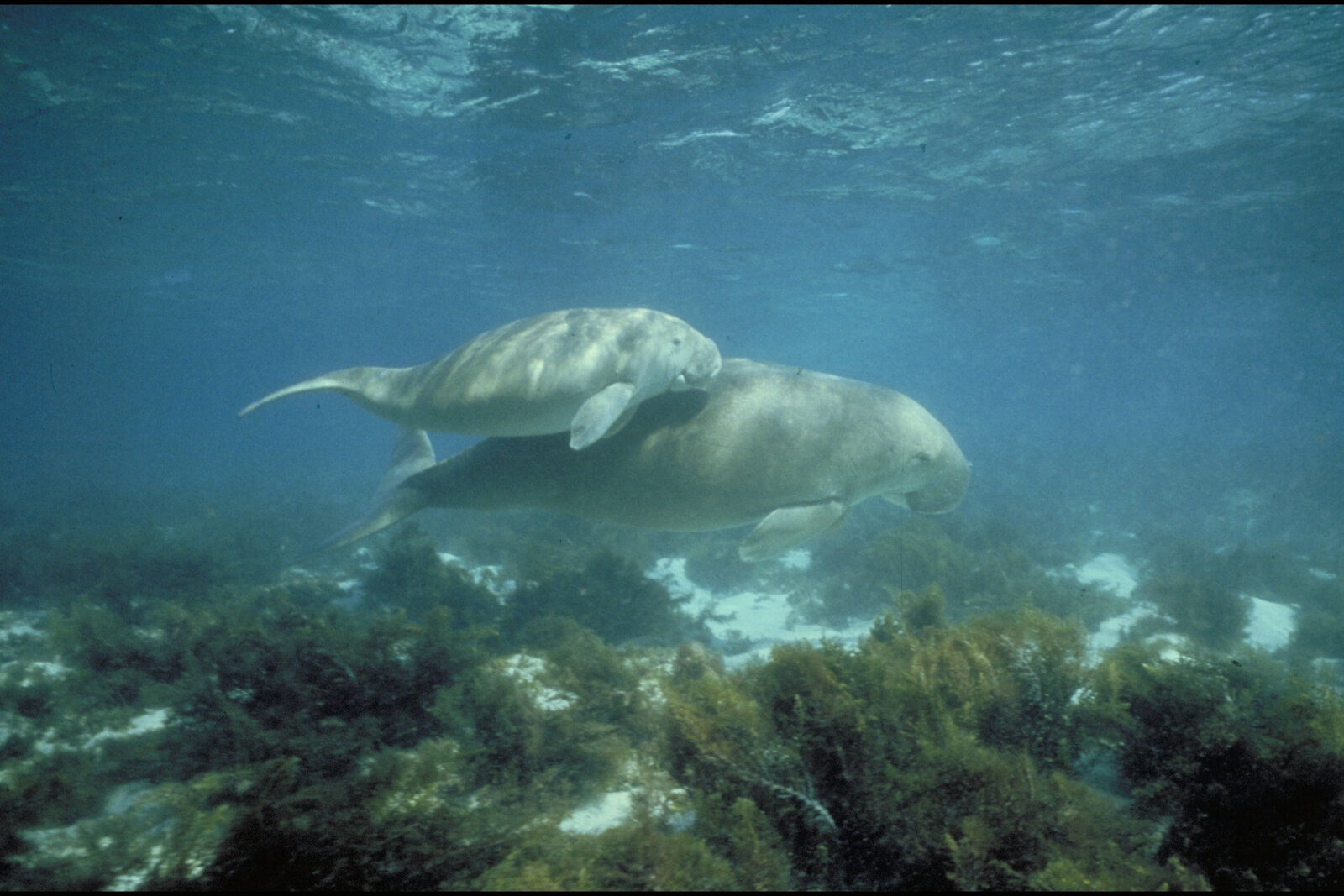
ジュゴン Dugong dugon （ジュゴン科）